# Turn Around (Jonny Lang)
Turn Around è il quinto album registrato in studio del chitarrista blues americano Jonny Lang, uscito il 19 settembre 2006. L'11 febbraio 2007 vinse il Grammy Award come Best Rock or Rap Gospel Album.